# DeutschlandCard

Logo bis Ende 2024

Die DeutschlandCard GmbH ist ein deutsches Unternehmen mit Sitz in München. Es wurde 2006 gegründet und gehört zu Bertelsmann. Die DeutschlandCard GmbH betreibt ein Kundenbindungsprogramm, das 2008 gestartet wurde und mehr als 20 Millionen Teilnehmer hat. Ein Rabattpunkt entspricht wertmäßig einem Euro-Cent. Man kann diese Punkte an der Kasse verrechnen lassen oder gegen Artikel auf der Website des Unternehmens eintauschen – mitunter gegen eine Zuzahlung.

## Geschichte

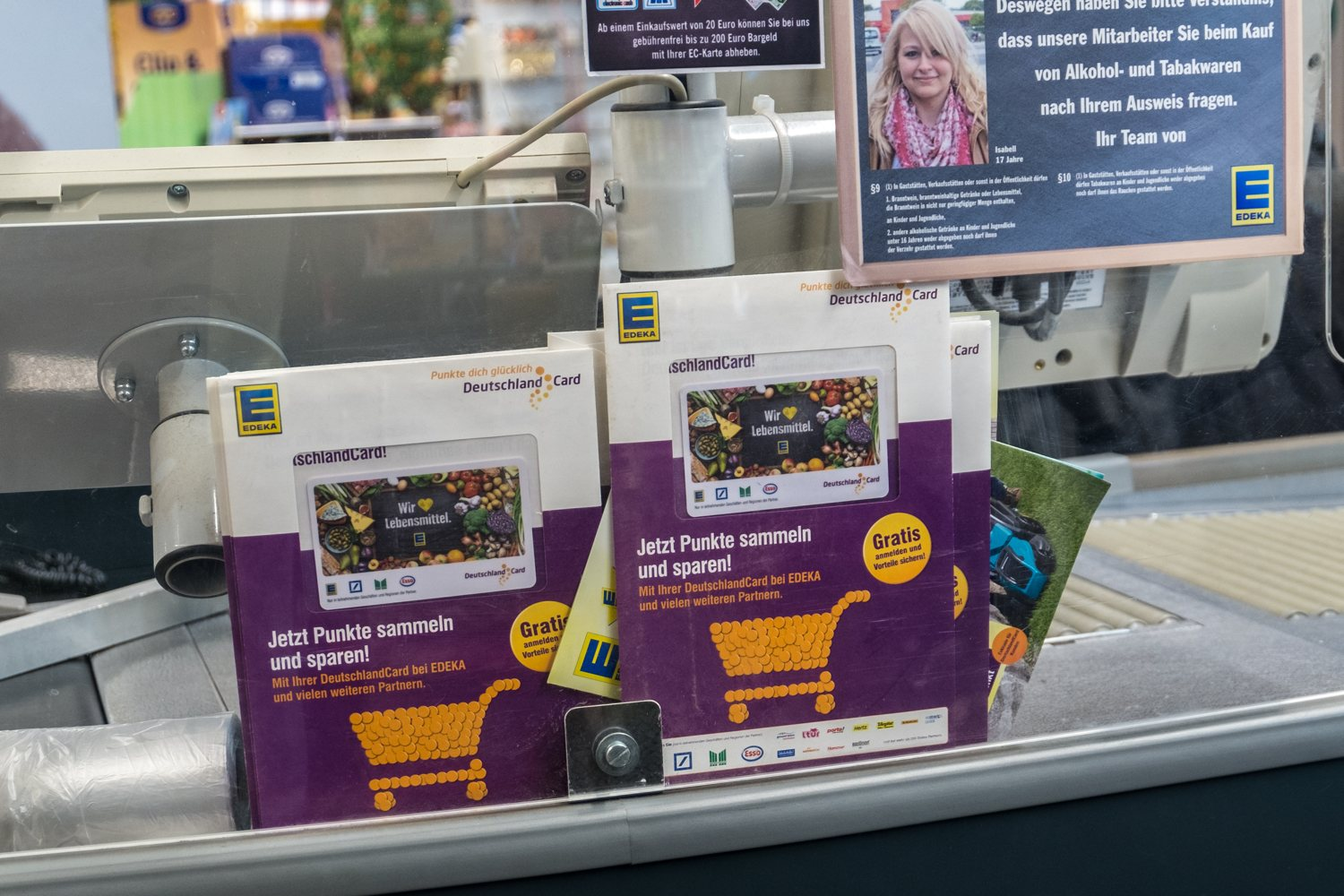
DeutschlandCard in der Kassenzone einer Edeka-Filiale

Das Unternehmen wurde im Januar 2006 als arvato direct services München GmbH gegründet und im September 2007 in DeutschlandCard GmbH umbenannt. 2008 nahm die DeutschlandCard GmbH ihre Geschäftstätigkeit unter dem Dach der Bertelsmann-Tochter Arvato auf. Das Unternehmen rief ein Kundenbindungsprogramm ins Leben, dem Partner mehrerer Branchen angehörten. Mit diesem Konzept trat es in direkte Konkurrenz zu etablierten Anbietern wie Payback oder Happy Digits.
Zum Start gewann die DeutschlandCard GmbH unter anderem die Deutsche Bank, Edeka, Gehe, L’TUR und Porta Möbel. Edeka ersetzte mit der DeutschlandCard seine eigene Kundenkarte „Edecard“. In der ersten Woche meldeten sich bereits zwei Millionen Teilnehmer beim Kundenbindungsprogramm an. 2010 schloss sich RWE dem Kundenbindungsprogramm an, 2011 kam die Schülerhilfe hinzu. 2011 gab die DeutschlandCard GmbH eine Partnerschaft mit Schlecker und Ihr Platz sowie weiteren Marktkauf-Filialen bekannt. Entscheidend für die weitere Entwicklung war die Kooperation mit Esso: Dadurch schloss die DeutschlandCard GmbH im Februar 2012 bei der Zahl der Akzeptanzstellen zum Konkurrenten Payback auf, jedoch schwächte die Insolvenz von Schlecker und Ihr Platz die Position des Unternehmens wieder. 2015 zog sich mit der Deutschen Bank ein weiterer Partner zurück. Anfang 2017 wechselte die DeutschlandCard GmbH von Arvato unter das Dach der Bertelsmann Printing Group.
Im Falle von Edeka nahmen jedoch nicht alle Regionalgesellschaften der Edeka bei der DeutschlandCard teil. So trat die Edeka Hessenring beispielsweise zu keinem Zeitpunkt der DeutschlandCard bei und das Sammeln von DeutschlandCard-Punkten war bei der Edeka Hessenring auch bis Ende 2024 nicht möglich. Die Edeka Nord nahm ab dem 1. März 2021 an dem Programm teil, am 30. August 2021 folgte die Edeka Rhein-Ruhr.
Die DeutschlandCard GmbH kompensierte die Entwicklung durch die Aufnahme weiterer Partner, beispielsweise den 
Hammer-Märkten der Unternehmensgruppe Brüder Schlau im Jahr 2012. Zusätzlich führte die Handelskette Netto Marken-Discount im Herbst 2015 das Kundenbindungsprogramm ein. Bis Anfang 2025 waren die überwiegende Mehrzahl der Teilnehmer des Bonusprogramms der DeutschlandCard GmbH Edeka-Kunden. Mit 28. Februar 2025 beendet die Edeka-Gruppe mit Trinkgut, Netto Marken-Discount und Marktkauf die Zusammenarbeit.
Im Jahr 2023 gehörten neben den stationären Partnern auch über 470 Onlinepartner wie Weltbild, booking.com oder OTTO zum Portfolio der DeutschlandCard. Das Multipartner-Bonusprogramm ergänzt sein Angebot in der eigenen App und im Web laufend, um Angebote wie Spielewelt, Prospektwelt oder Inspirationswelt, sowie einen Prämienshop, wo Punkte gesammelt und eingelöst werden können. Auch ist die DeutschlandCard der einzige Nicht-ÖPNV-Anbieter, über den man seit Frühjahr 2023 das DeutschlandTicket beziehen kann und dafür Punkte bekommt.
Seit 2025 ermöglicht es DeutschlandCard durch das Hochladen von Kassenbons Punkte zu sammeln. Zum Start des Angebots wurden folgende Händler unterstützt:
- Supermärkte
  - Denns BioMarkt
  - EDEKA
  - famila
  - GLOBUS
  - HIT
  - Kaufland
  - MARKANT
  - Marktkauf
  - REWE
  - tegut
- Discounter
  - ALDI Nord
  - ALDI SÜD
  - LIDL
  - Netto Marken-Discount
  - Norma
  - PENNY
- Drogeriemärkte
  - dm
  - Müller
  - ROSSMANN
- Zoofachmärkte
  - DAS FUTTERHAUS
  - Dehner
  - Fressnapf
  - ZOO & Co.

## Kritik

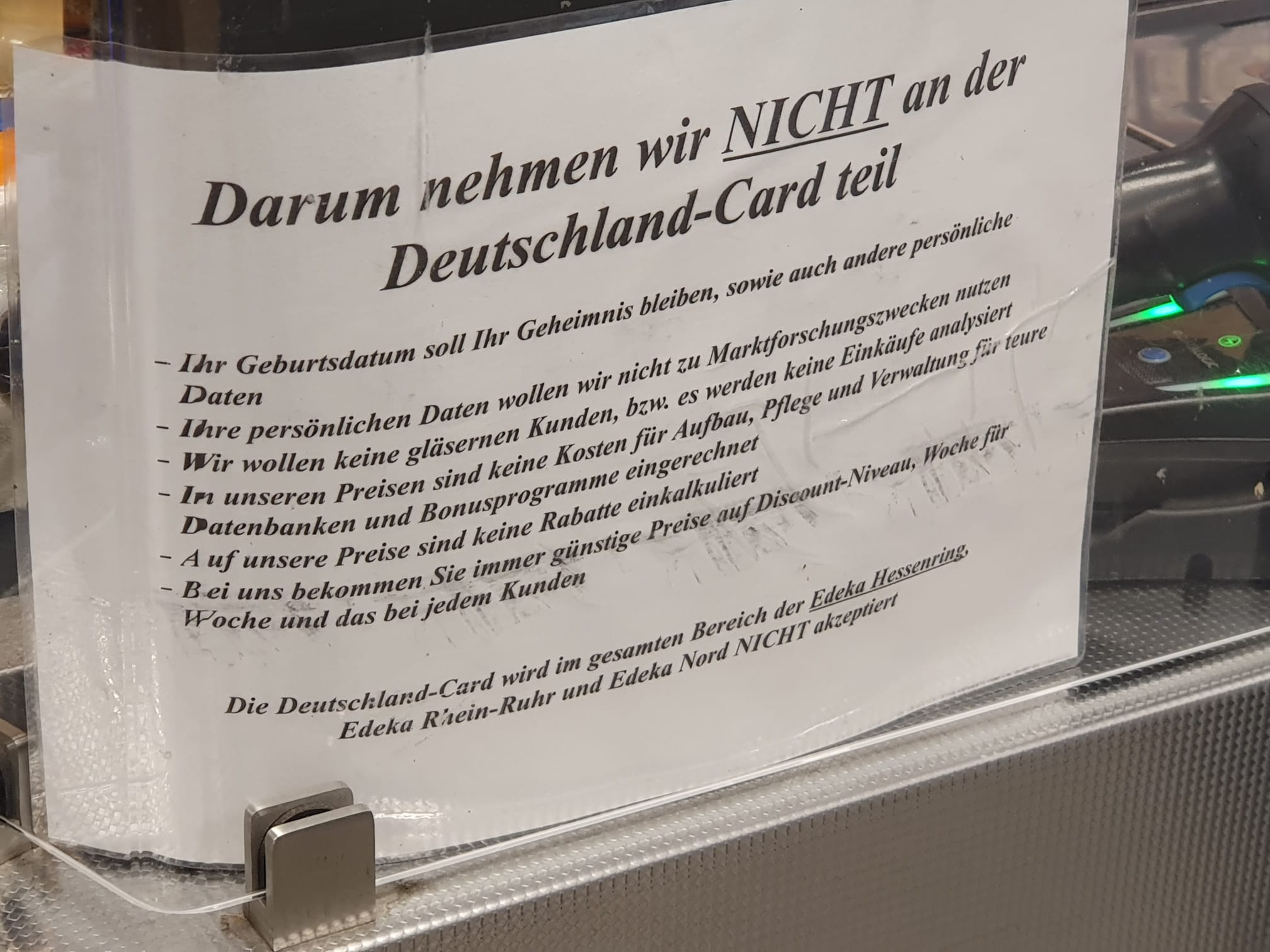
Ablehnung (inkl. Begründung dazu) der DeutschlandCard an der Kassenzone einer anderen Edeka-Filiale

Verbraucherschützer sehen Bonusprogramme wie die DeutschlandCard generell kritisch, weil die gewährten Rabatte nicht hoch genug seien, um eine Weitergabe von Daten zur Marktforschung zu rechtfertigen. Die Rabatte seien „bescheiden“, umso „üppiger“ dafür die gespeicherten Daten, urteilte beispielsweise die Welt am Sonntag im Jahr 2008. Diese Einschätzung wies die DeutschlandCard GmbH stets mit dem Hinweis zurück, Datenschutz habe oberste Priorität. Jeder Teilnehmer müsse zudem bei der Anmeldung ausdrücklich zustimmen, Werbung zu erhalten und könne diese Einwilligung auch jederzeit widerrufen.